# Raputia
Raputia es un género con 21 especies de plantas de flores perteneciente a la familia Rutaceae. 

## Especies seleccionadas
- Raputia alba
- Raputia amazonica
- Raputia aromatica
- Raputia brevipedunculata
- Raputia conchocarpus
- Raputia heptaphylla
- Raputia heterophylla
- Raputia Larensis